# Wälder zwischen Willanzheim, Mainbernheim und Tiefenstockheim
Wälder zwischen Willanzheim, Mainbernheim und Tiefenstockheim este o arie protejată (arie specială de conservare — SAC, sit de importanță comunitară — SCI) din Germania întinsă pe o suprafață de 301,42 ha, integral pe uscat.

## Localizare
Centrul sitului Wälder zwischen Willanzheim, Mainbernheim und Tiefenstockheim este situat la coordonatele 49°40′40″N 10°12′00″E / 49.6778°N 10.2°E.

## Înființare
Situl Wälder zwischen Willanzheim, Mainbernheim und Tiefenstockheim a fost declarat sit de importanță comunitară în noiembrie 2004 pentru a proteja 1 specie de plante și 3 specii de animale. Situl a fost protejat și ca arie specială de conservare în aprilie 2016.

## Biodiversitate
Situată în ecoregiunea continentală, aria protejată conține 2 habitate naturale: Păduri de stejar sau de stejar și carpen sub-atlantice și medio-europene de Carpinion betuli, Păduri de stejar și carpen Galio-Carpinetum.
La baza desemnării sitului se află mai multe specii protejate:
- plante (1): mușchi (Dicranum viride)
- amfibieni (1): izvoraș-cu-burta-galbenă (Bombina variegata)
- nevertebrate (2): Euplagia quadripunctaria, rădașcă (Lucanus cervus)